# Peter Aerts
Peter "The Dutch Lumberjack" Aerts (Eindhoven, 25 de outubro de 1970) é um lutador de kickboxing neerlandês. Tricampeão do K-1 World Grand Prix e Campeão Mundial de Muay Thai.

## Carreira

### K-1
Estreou no K-1 World Grand Prix em 1993 contra seu compatriota Ernesto Hoost, sendo derrotado por decisão majoritária dos juízes. No ano seguinte sagrou-se campeão do torneio ao vencer o lutador japonês Masaaki Satake na final por decisão unânime. Em 1995, foi campeão mais uma vez, desta vez derrotando o lutador francês Jérôme Le Banner por nocaute no primeiro assalto. O terceiro título veio 1998, quando derrotou o lutador suíço Andy Hug por nocaute no primeiro assalto. 
Voltou a chegar em uma final em 2006, na qual enfrentou o também neerlandês Semmy Schilt. Nesse combate acabou sendo derrotado por decisão unânime. No ano seguinte, enfrentou Semmy Schilt novamente na final. Mais uma vez foi derrotado, desta vez no primeiro assalto, após Peter lesionar o joelho. Em 2010 chegou em sua última final K-1 World GP, enfrentando Alistair Overeem. Nesse combate, Peter foi derrotado por nocaute técnico.

## Títulos
- International Kick Boxing Federation
  - 1990 Campeão do IKBF World Heavyweight
  - 1992 Campeão do IKBF World Heavyweight

- K-1
  - 1994 Campeão do K-1 World GP
  - 1995 Campeão do K-1 World GP
  - 1998 Campeão do K-1 World GP
  - 2001 Vice-campeão do K-1 World GP Las Vegas
  - 2006 Vice-campeão do K-1 World GP
  - 2007 Vice-campeão do K-1 World GP
  - 2010 Vice-campeão do K-1 World GP

- World Muay Thai Association
  - 1991 Campeão do WMTA World Muay Thai Heavyweight
  - 1992 Campeão do WMTA World Muay Thai Heavyweight
  - 1993 Campeão do WMTA World Muay Thai Heavyweight
  - 1994 Campeão do WMTA World Muay Thai Heavyweight
  - 1995 Campeão do WMTA World Muay Thai Super Heavyweight
  - 1997 Campeão do WMTA World Muay Thai Super Heavyweight

## Cartel no MMA
| Cartel no MMA   |           |           |
| 2 lutas         | 1 vitória | 1 derrota |
| Por nocaute     | 1         | 0         |
| Por finalização | 0         | 1         |
| Por decisão     | 0         | 0         |

| Res.    | Cartel | Oponente     | Método                           | Evento                      | Data       | Round | Tempo | Local   | Notas |
| ------- | ------ | ------------ | -------------------------------- | --------------------------- | ---------- | ----- | ----- | ------- | ----- |
| Derrota | 1–2    | Baruto Kaito | Decisão (unânime)                | Rizin Fighting Federation 2 | 31/12/2015 | 3     | 3:00  | Saitama |       |
| Derrota | 1-1    | Shungo Oyama | Finalização (chave de calcanhar) | K-1 Premium 2005 Dynamite!! | 31/12/2005 | 1     | 0:30  | Osaka   |       |
| Vitória | 1-0    | Wakashoyo    | Nocaute Técnico (socos)          | Hero's 2                    | 06/07/2005 | 1     | 1:36  | Tóquio  |       |